# Ilemomyrmex caecus
Ilemomyrmex caecus är en myrart som beskrevs av Wilson 1985. Ilemomyrmex caecus ingår i släktet Ilemomyrmex och familjen myror. Inga underarter finns listade i Catalogue of Life.